# Distretto di Uychi
Il distretto di Uychi è uno degli 11 distretti della Regione di Namangan, in Uzbekistan. Il capoluogo è Uychi.